# 維也納 (北卡羅萊納州)
維也納（英語：Vienna）是位於美國北卡羅萊納州福賽斯縣的非建制地區。

## 歷史
維也納的郵局於1857年設立，其後於1903年停運。

## 地理
維也納所處的海拔為高於海平面283米（即929英呎），而該地所採用的時區為UTC-5，即北美东部时区（EST）。同時該地設有夏令時間，為UTC-5調快一小時，即UTC-4（EDT）。